# Denis Bédard
 (Janvier 2023).
Denis Bédard, né le 13 janvier 1950 à Québec, est un organiste, claveciniste, professeur et compositeur québécois.

## Études
Après avoir commencé l’étude du piano à sept ans, il entre au Conservatoire de musique de Québec en 1961 et y travaille le piano sous la direction de Tania Krieger. Il remporte un deuxième prix d’harmonie avec André Mérineau (1966), puis une série de premiers prix : en contrepoint (1970) et en fugue (1971) avec Magdeleine Martin, en orgue avec Claude Lavoie (1972), en clavecin, avec Donald Thompson, et musique de chambre (1973).
Boursier du Conseil des Arts du Canada, il se rend à Paris pour étudier l’orgue avec André Isoir, le clavecin et la réalisation de la basse chiffrée avec Laurence Boulay (1973-74). De retour au Québec, il travaille l’orgue et le clavecin avec Mireille et Bernard Lagacé à Montréal (1974-75).
Comme claveciniste, il remporte le Prix d’Europe de l’Académie de musique du Québec en 1975, et fait des stages d’études chez Gustav Leonhardt à Amsterdam (1975-77).
Il est lauréat du Concours national de Radio-Canada en 1978.

## Orgue
De 1969 à 1978, il est organiste à l’église Notre-Dame de la Nativité à Beauport, près de Québec. En 1978, il est nommé organiste titulaire à l’église Saint-Cœur-de-Marie à Québec.
Il est accompagnateur des Petits chanteurs de la Maîtrise de Québec de 1983 à 1988.
En septembre 1997, il devient titulaire des orgues de l’église Saint-Roch à Québec.
À l’automne 2001, son épouse et lui déménagent à Vancouver où il est organiste et directeur de la musique à la cathédrale Holy Rosary.

## Enseignement
De 1981 à 1989, il enseigne au Conservatoire de musique de Québec. De 2001 à 2004, il est professeur d’orgue à l’Université de la Colombie-Britannique.

## Concerts
Il se fait connaître par ses récitals d’orgue et de clavecin et a joué régulièrement pour la Société Radio-Canada (Tribune de l’orgue). On a pu l’entendre aussi lors de récitals donnés pour les Amis de l’orgue, les Concerts Couperin, la société  Pro Organo, et aux Concerts spirituels de l’Oratoire Saint-Joseph du Mont-Royal.
En juillet 1991, il joue au 8e congrès international de la Fédération francophone des Amis de l’Orgue. En novembre de la même année, il inaugure l’orgue Karl Wilhelm de la First Congregational Church à Hudson en Ohio. En juin 1992, il est membre du jury lors de la finale du premier Concours d’orgue de Québec.
Au cours de l’été 1999, il joue au congrès national du Collège Royal des Organistes Canadiens (CRCO) à Hamilton (Ontario) ainsi que durant le congrès international de la Société historique d’orgue à Montréal. On a pu l’entendre au congrès national du CRCO à Toronto en juillet 2001 et au Festival international d’orgue Sao Bento à Sao Paulo (Brésil) en octobre 2002. En 2007, il donne le récital inaugural du congrès national du CRCO à Edmonton.
En août 2010, il joue aux festivals internationaux d’orgue d’Arbois et de Saint-Raphaël en France.

## Composition
On lui doit une vingtaine d’œuvres de musique de chambre, de la musique pour orchestre et vocale ainsi que de nombreuses compositions pour orgue.
Il est membre du groupe de compositeurs Les Mélodistes indépendants fondé par Raymond Daveluy.
- Sonate pour saxophone alto et piano (1981), Doberman-Yppan (1987)
- Sonate pour flûte et piano (1984), Doberman-Yppan (1988)
- Sonate pour trompette et orgue (1987)
- Concerto pour flûte et orchestre (1987) commande de l’Orchestre symphonique de Québec.
- Trilogie pour orgue quatre mains (1992)
- Petite Suite pour orgue quatre mains (1996)
- 8 Méditations pour orgue (2011), dédiées à Olivier Vernet pour l'inauguration du nouvel orgue Dominique Thomas de la cathédrale de Monaco.
- Messe pour orgue (2011)

Avec son épouse Rachel Alflatt, il fonde en 1993 les Éditions Cheldar vouées à la publication de ses compositions pour orgue et chœur.

## Discographie
- Quatre concertos pour orgue et orchestre de Haendel avec l’Ensemble Carl-Philipp (1982, Alpec A-83042),
- Des œuvres pour hautbois et clavecin avec Philippe Magnan (RCI 651).
- En novembre 1996, il enregistre un disque consacré à ses œuvres d’orgue sur le Casavant op. 1217 (1927) refait par Guilbault-Thérien (1983) de la Cathédrale Notre-Dame de Québec (ATMA ALCD 2-1003).
- En 2005-2006 il enregistre un deuxième CD consacré à sa musique pour orgue à la cathédrale Holy Rosary de Vancouver.